# ماغنوس الرابع ملك السويد
ماغنوس إريكسون أو ماغنوس الرابع (السويدية:Magnus Eriksson؛ أبريل أو مايو 1316 - 1 ديسمبر 1374)؛ كان ملك السويد بين عامي 1319 و1364، وكـ ماغنوس السابع ملك النرويج (بما في ذلك آيسلندا وجرينلاند) في الفترة بين عامي 1319 و1355، وحاكم سكونا في الفترة بين عامي 1332 و1360. أطلق عليه خصومه اسم ماغنوس سميك.
إن الإشارة إلى ماغنوس إريكسون بلقب «ماغنوس الثاني» غير صحيح، سجل البلاط الملكي ثلاثة ملوك سويديين قبله حملوا نفس الاسم. عدد قليل من المؤلفين لا يعتبرون ماغنوس نيلسون ملكًا سويديًا (رغم قيام البلاط الملكي بذلك)؛ وبالتالي أطلقوا عليه اسم ماغنوس الثالث، قضى ثاني أطول فترة حكم في تاريخ السويد، ولم يفُقه سوى الملك الحالي كارل السادس عشر غوستاف.

## سيرة حياته

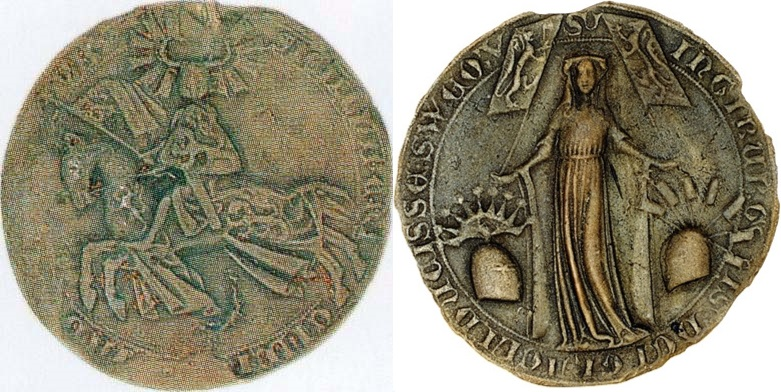
الأمير إريك من السويد (1282) كما صُوِّر على ختمه الملكي.

ولد ماغنوس في النرويج في شهر أبريل أو مايو عام 1316 بحيث أنه ابن إريك، دوق سودرمانلاند وإنغبورغ، وهي ابنة هوكون الخامس ملك النرويج، انتخب ماغنوس ملكًا للسويد في الثامن من شهر يوليو عام 1319، وتوّج ملكًا وراثيًا للنرويج في ثينج (مكان للاجتماع) في هوغاتينغ في تونسبيرغ في شهر أغسطس من ذات العام. تحت وصاية جدته هيلفيج ملكة السويد الأرملة، وأمه أميرة النرويج، حُكم البلدان من قبل كل من كنوت يوهانسون وإيرلينغ فيدكونسون.
أعلن عن بلوغ ماغنوس سن الخامسة عشرة في عام 1331. أثار ذلك حركة مقاومة في النرويج، إذ نص قانون صدر في عام 1302 أن الملك يبلغ السن القانونية في عامه العشرين، وتحركت انتفاضة على يد إرلينغ فيدكونسون وغيره من النبلاء النرويجيين. في عام 1333، خضع المتمردون للملك ماغنوس.
في عام 1332، توفي ملك الدنمارك، كريستوفر الثاني «ملكًا بلا مملكة» بعد أن قام هو وأخوه الأكبر وسلفه برهن الدنمارك قطعة قطعة. واستغل الملك ماغنوس محنة جيرانه، فبدأ باسترداد المقاطعات الدنماركية الشرقية مقابل كميات ضخمة من الفضة، وبالتالي أصبح أيضًا حاكم سكونا.
في 21 يوليو عام 1336، توّج ماغنوس ملكًا على كل من السويد والنرويج في ستوكهولم. أدى هذا إلى المزيد من الاستياء في النرويج، حيث كان النبلاء وأصحاب الشأن يريدون تتويجًا ملكًا منفصلًا للنرويج. في عام 1338، حصلت انتفاضة ثانية من قبل طبقة رفيعة من النبلاء في النرويج.
في عام 1335، تزوج من بلانش من نامور، ابنة جان الأول كونت نامور، وماري من أرتوا، المتحدرة من لويس الثامن ملك فرنسا. كان الزفاف في أكتوبر أو أوائل نوفمبر عام 1335، على الغالب في قلعة بوهوس. كهدية زفاف، تلقت بلانش مقاطعة تونسبيرغ في النرويج ولودوسي في السويد ملكًا لها. كان لديهم ابنان، إريك وهوكون، إضافة إلى ثلاث بنات على الأقل توفوا خلال طفولتهن ودفنوا في دير آوس.
أدت معارضة حكم ماغنوس في النرويج إلى تسوية بين الملك وطبقة النبلاء في النرويج في 15 أغسطس عام 1343، في انتهاك للقوانين النرويجية المتعلقة بالميراث الملكي، في أن يصبح ابنه الأصغر هوكون ملكًا للنرويج، واعتبار ماغنوس وصيًا على العرش خلال سن قصوره. في وقت لاحق من نفس العام، أُعلن عن أن إريك ابنه الأكبر سنًا سوف يصبح ملكًا للسويد بعد وفاة ماغنوس، وعلى هذا فإن الاتحاد بين النرويج والسويد سوف ينقطع. حدث ذلك عندما بلغ هوكون سن الرشد سنة 1355.
بسبب الزيادة في الضرائب المفروضة على شراء إقليم سكونا، حاول بعض كبار الشخصيات السويدية الذين تدعمهم الكنيسة الإطاحة بماغنوس، عبر تجهيز ابنه الأكبر إريك ماغنوسون ملكًا (إريك الثاني عشر ملك السويد)، ولكن إريك توفي كما افُترض بسبب الطاعون سنة 1359 مع زوجته بياتريس البافارية وولديه.
ولكن مع 1360 استعاد فالديمار الرابع ملك الدنمارك سكونا، وواصل غزو جوتلاند في عام 1361، وفي 27 يوليو 1361 وقعت المعركة الفاصلة بالقرب مدينة فيسبي (المدينة الرئيسية في جوتلاند)؛ وانتهى الأمر بانتصار كامل لفالديمار، كان ماغنوس قد حذر سكان فيسبي في رسالة وبدأ فيها أنه يجمع قواته لاستعادة سكانيا، عاد فالديمار إلى موطنه في الدنمارك مرة أخرى في أغسطس وأخذ معه الكثير المنهوبات، إما في أواخر عام 1361 أو أوائل عام 1362، ثار سكان فيسبي ضد الحامية الدنماركية الذين تركهم فالديمار وراءه بحيث تم قتلوهم.
في فبراير 1362 تم انتخاب هوكون ماغنوسون رسميًا ملكًا للسويد أيضًا؛ ولكن بعد فترة وجيزة تم التوصل إلى تسوية بينه وبين ابنه، وبعد ذلك واصلوا بالسيطرة بشكل مشترك، الحرب التي بدأت ضد فالديمار لم تؤد إلى أي نتيجة وفي خريف عام 1362 بدأت مفاوضات السلام في الشتاء، تغير الوضع تمامًا لأن هوكون أصبح متزوج من ابنة فالديمار مارغريتا، وفي عام 1363 وصل أعضاء المجلس الأرستقراطي السويدي بقيادة بو يوهانسون غريب إلى بلاط دوق مكلنبورغ، لقد تم نفيهم من السويد بعد ثورة ضد الملك ماغنوس، بناءً على طلب النبلاء، شن ابن شقيقته ألبرشت فون مكلنبورغ غزوًا للسويد بدعم من العديد من الدوقات والكونتات الألمان منذ شهر نوفمبر، وأيضا أعربت العديد من المدن الهانزية في شمال ألمانيا عن دعمها للملك الجديد، وكما رحبت ستوكهولم وكالمار به، حيث يقطنها عدد كبير من السكان الهانزيين، وبعد التدخل أُعلن ألبرت ملكًا على السويد وتوج في 18 فبراير 1364، لم يتمكن ماغنوس إريكسون وابنه من إحزاز أي مقاومة فعالة، لذلك في يوليو 1364 لم يسيطروا على أي جزء من السويد سواء فاسترغوتلاند وفارملاند ودالسلاند، وفي 1365 سعوا لاستعادة ما فقدوه، ولكنهم هُزموا هزيمة قاسية في مارس 1365 في معركة بالقرب من إنشوبينغ، حيث تم فيها أسره، وبذلك أصبح مسجوناً حتى عام 1371 عندما أُطلق سراحه مقابل فدية كبيرة خلال الانتفاضة التي قامت لصالحه وحملة بقيادة ابنه الملك هوكون، بحيث وجد ماغنوس ملجأً مع ابنه الأصغر في النرويج  واحتفظ بسيادته على إيسلندا حتى وفاته في 1374 بعد أن تعرضت قاربه الذي يقلوه لخطر الانقلاب من العاصفة مما أدى إلى قفزه، تمكن الناجون من سحبه إلى البر حيث لفظ أنفاسه الأخيرة.